# Burze w Queenslandzie (2008)
Burze w Queenslandzie w 2008 – seria trzech burz, które nawiedziły region południowo-wschodniej części stanu Queensland. Pierwsza burza miała miejsce 16 listopada 2008, a kolejne dwie wystąpiły 19 i 20 listopada. W wyniku tych wydarzeń zginęły 2 osoby. Łącznie szkody zostały wycenione na około 500 milionów dolarów australijskich.    

## 16 listopada
Wiatr w trakcie pierwszej burzy osiągnął prędkość 130 km/h, odpowiada to sile cyklonu o kategorii 3. Elektryczność docierała zaledwie do około 230 000 domów. Najgorsza sytuacja była w Gap, Kenmore, Arana Hills i Albany Creek. Biura meteorologicznego Australii oceniło burzę jako najgorszą w tym rejonie od 2004.

## 19 listopada
Ulewne deszcze objęły obszar Brisbane, Ipswich i Toowoomba. Opady w niektórych miejscach osiągnęły ponad 250 mm. Najbardziej dotknięte zostały rejony Ipswich i Marburg. W wyniku tej sytuacji została zamknięta droga Moggill Ferry.

## 20 listopada
Najgorsza sytuacja panowała w Blackwater, położone w pobliżu Emerald; 20 domów posiadało uszkodzone dachy, a 100 innych było uszkodzonych w inny sposób.